# Blackburne (Unternehmen)
Blackburne war ein britischer Motoren- und Motorradhersteller.

## Geschichte

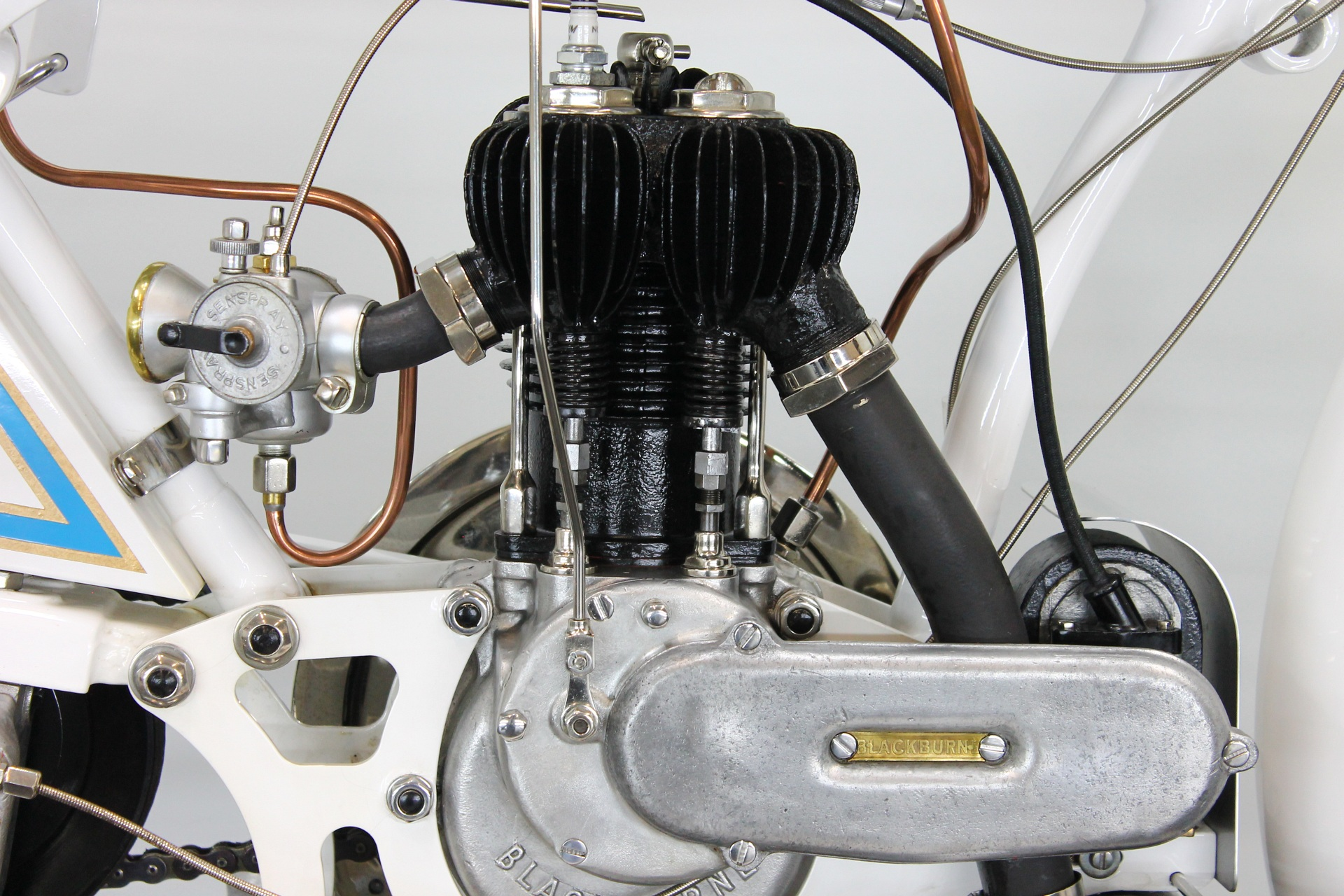
1922 550ccm Blackburne Motor, rechte Seite

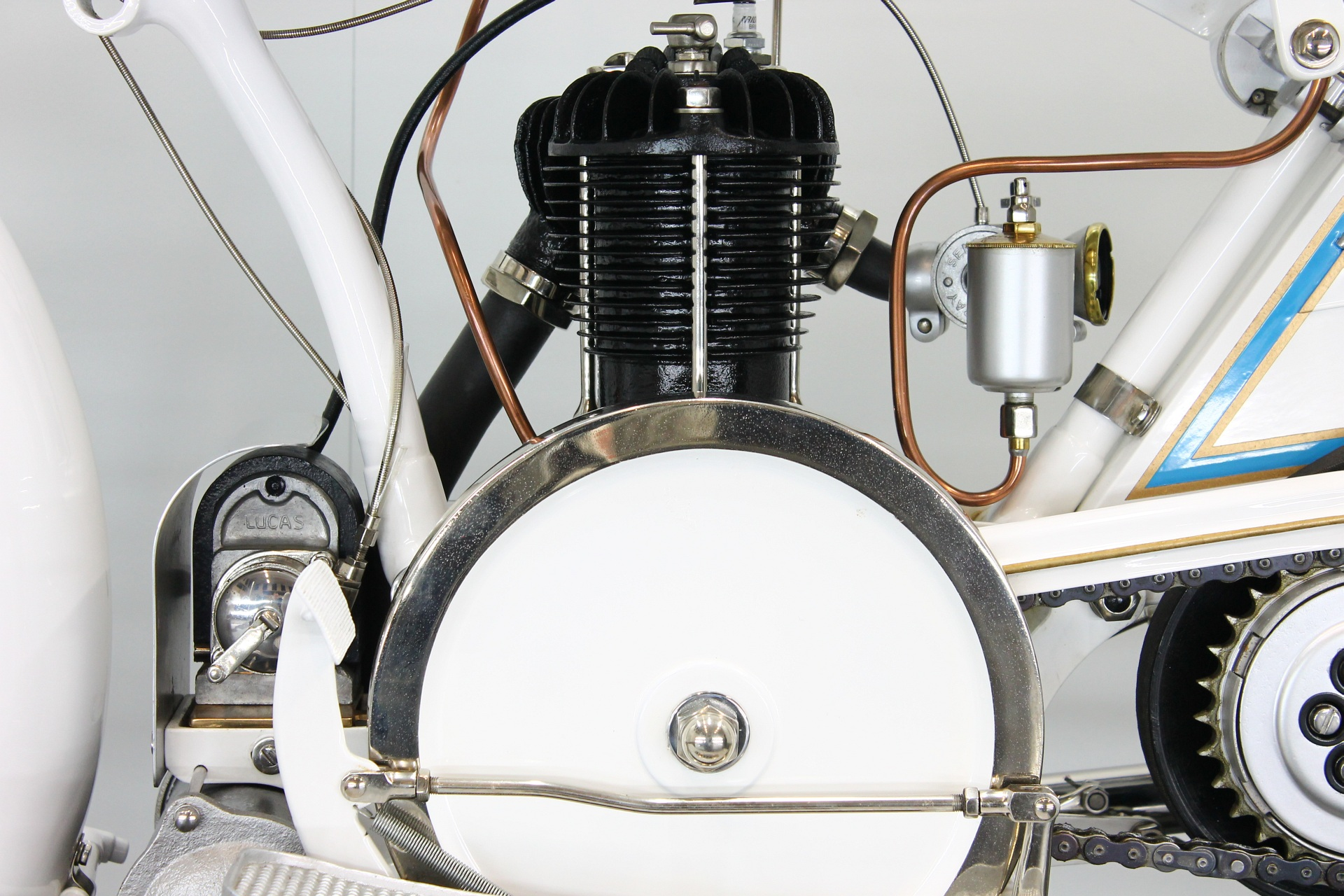
1922 550ccm Blackburne Motor, linke Seite

Die Ingenieure Cecil und Alec Burney bauten in ihrer Firma Burney Blackburne Ltd. – anfangs in Berkhamsted, später in Tongham, Surrey, und schließlich bei Atlas Works, Bookham, Surrey – von 1908 bis 1937 unter der Markenbezeichnung Blackburne neben kompletten Motorrädern hauptsächlich Einbaumotoren, die in zahllosen englischen und anderen europäischen Motorradmarken eingebaut wurden. Pläne für eine Maschine kauften sie von Geoffrey de Havilland. Ende 1921 wurde der Motorradbau an O.E.C. nach Gosport abgegeben, und die Brüder Burney schieden aus der Firma aus. Der Motorenbau wurde bis 1937 fortgeführt.
Die Blackburne-Motoren fanden Verwendung in den Marken bei AWD, Bücker, Chater-Lea, Calthorpe, Cotton, Coventry-Eagle, Göricke, Imperia, Magnat-Debon, Mammut, Motobécane, Nestoria, Terrot, Württembergia, Ziejanü.

## Motor
Es wurden seiten- und obengesteuerte Ein- und V-Zweizylindermotoren mit Hubräumen von 174, 196, 250, 300, 350, 500, 550, 600 und 1.000 cm³, teils mit außenliegender Schwungscheibe, hergestellt und vertrieben. Für Wettbewerbszwecke produzierte man auch erfolgreich spezielle obengesteuerte Rennmotoren mit 174, 248, 348, 496 cm³ Hubraum.